# کلیسای وارطان مقدس
کلیسای وارطان مقدس (ارمنی: Սրբոց Վարդանանց Եկեղեցի) کلیسایی است که در سال ۱۹۸۶ در تهران بنیانگذاری و در سال ۱۹۸۷ به عنوان کلیسای حواری ارمنی تدهین شد. کلیسای سنت وارطان آخرین کلیسای ارمنی یا مسیحی است که در ایران ساخته شده‌است.

## موقعیت
کلیسای سنت واردانانت در خیابان ده متری ارامنه (جنب خیابان خواجه نظام‌الملک) در حشمتیه قرار دارد که ارامنه آن را سردارآباد می‌نامند.

## ساختمان
کلیسا در زمینی به مساحت ۴۰۰ متر مربع در زیربنای ۲۵۰ متر مربع واقع شده‌است. طول آن ۳۹٫۷۰ متر و عرض آن ۱۰٫۱۰ متر است.